# Oncicola campanulata
Espèce
Synonymes
- Echinorhynchus campanulatus Diesing, 1851 - protonyme
- Echinorhynchus ovatus Leidy, 1850

Oncicola campanulata est une espèce d'acanthocéphales de la famille des Oligacanthorhynchidae. C'est un parasite digestif de félins néotropicaux.